# 中条山
中条山，中国山西省南部主要山脉之一，位于黄河南向转东向的大弯处，东北－西南走向，东连太行山，南临黄河，西北为汾河谷地，西隔黄河与秦岭山区相望。因位于秦岭与太行之间，山势狭长而得名，全长约160公里。最高峰为海拔2358米的垣曲县历山舜王坪。 
唐末，司空图对时势绝望，隐居于中条山王官谷桢貽溪。当时天下大乱，盗贼不至谷中，于是士人多往王官谷寻求司空图的庇护。抗日战争时期日军为西进陕西，多次围攻中条山，史称中条山战役。
位于中条山脉的五老峰是河洛文化早期传播的圣地，也是中国北方道教的发祥地之一，建有五老峰风景名胜区。
中条山是中国古代的重要的铜矿产地。
中条山有色集团公司是中国最主要的铜生产基地之一。

## 延伸阅读
[在维基数据编辑]
 《欽定古今圖書集成·方輿彙編·山川典·中條山部》，出自陈梦雷《古今圖書集成》
1. ↑  王禹偁《五代史阙文》
2. ↑  王士禛《蜀道驿程记》